# Tuberositas ulnae

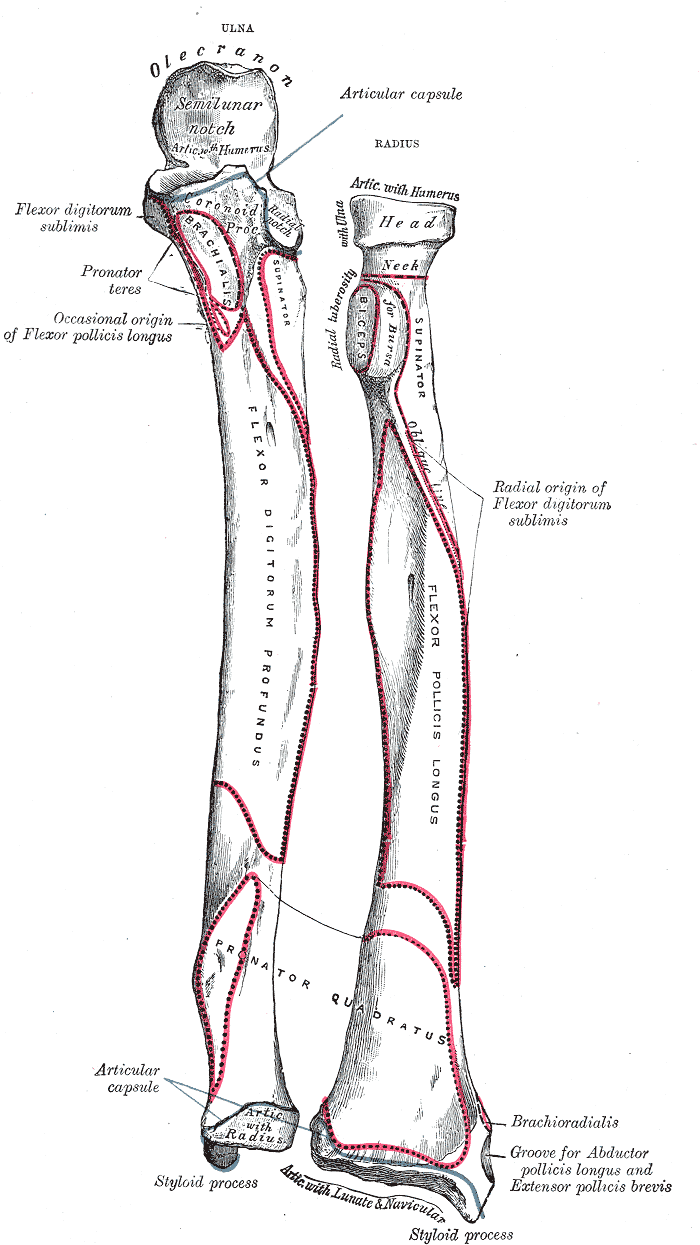
Ahol a brachialis van jelölve mint tapadás ott található a dudoros rész

A tuberositas ulnae a singcsonton (ulna) található dudoros rész, mely a musculus brachialisnak és a chorda obliqua membranae interosseae antebrachiinek biztosít tapadási helyet. Ez a dudoros rész a processus coronoideus ulnaetól distalis irányban található. 